# Dietrich Schwarzkopf
Dietrich Schwarzkopf (* 4. April 1927 in Stolp, Pommern; † 21. Januar 2020 in Starnberg) war ein deutscher Journalist, Medienpolitiker, Hochschullehrer und Autor. Er war Programmdirektor des NDR und des Deutschen Fernsehens.

## Leben
Dietrich Schwarzkopf, Sohn eines pommerschen Tierarztes, erlebte seine Schulzeit in Potsdam, Babelsberg, Berlin-Wilmersdorf und Cottbus (Kriegsabitur). Nach Kriegsende arbeitete er als Volontär im Preußischen Geheimen Staatsarchiv in Berlin-Dahlem, von 1946 bis 1950 als Archivar beim Berliner Tagesspiegel. Von 1948 bis 1954 studierte er Rechtswissenschaft an der Freien Universität Berlin bis zum Ersten Juristischen Staatsexamen. Für ein Jahr unterbrach Schwarzkopf sein Studium in Berlin, um Politikwissenschaft und Zeitungswissenschaft an der University of Minnesota (USA) zu studieren.
Schwarzkopfs Karriere begann im Printmedienbereich. Noch vor Beendigung seines Studiums, ab dem Jahre 1952, arbeitete er als Redakteur beim Tagesspiegel in Berlin. 1955 wurde er Bonner Korrespondent für den Tagesspiegel, später auch für andere Zeitungen und übernahm Aufgaben für Rundfunkanstalten, vor allem beim NDR und beim WDR. In den Jahren 1962 bis 1966 war er Leiter des Bonner Büros des Deutschlandfunks in Köln.
1966 wurde er in Hamburg Programmdirektor Fernsehen beim Norddeutschen Rundfunk (NDR), 1974 stellvertretender Intendant. Zum 1. Juli 1978 bestellten ihn die Intendanten der ARD als Nachfolger von Hans Abich zum Programmdirektor Deutsches Fernsehen mit Sitz in München. Dieses Amt übte er bis zu seinem Eintritt in den Ruhestand 1992 aus.
Schwarzkopf war während seiner aktiven Zeit als Programmdirektor des seit 1984 unter der Bezeichnung Erstes Deutsches Fernsehen firmierenden ARD-Gemeinschaftsprogramms auch ein vielgesuchter und bekannter Interviewpartner, Medien-Kommentator, Teilnehmer an Fachtagungen, Debattenredner, Lehrer und Organisator. Von 1979 bis 2009 war er Vorsitzender des Vorstands der Deutschen Journalistenschule in München. Von 1984 bis 1990 war er Senator der Max-Planck-Gesellschaft. Am 30. April 1991 wurde er Vizepräsident des Kulturkanals ARTE. Von 1992 bis 2010 leitete er die Historische Kommission der ARD.
Zudem war er Chairman of the Board bei Europa-TV in Hilversum (1985/1986), ARD-Koordinator für kirchliche Sendungen, Vorsitzender der Kommission ARD-aktuell und Vertreter der ARD in der Fernsehprogrammkommission der Europäischen Rundfunkunion. Er war Mitglied des Kuratoriums beim Adolf-Grimme-Institut und beim Adolf-Grimme-Preis, Mitglied des ARD/ZDF-Koordinierungsausschusses und Mitglied des International Council, ab 1996 der National Academy of Television Arts and Sciences in New York.
Nach seinem Eintritt in den Ruhestand 1992 blieb Schwarzkopf als Kenner der Medienszene ein weiterhin gesuchter Teilnehmer an Podiumsdiskussionen und Fachtagungen. Eine Vielzahl von Publikationen erweisen ihn als erfahrenen Rundfunkspezialisten und erfolgreichen Autor. Er starb im Januar 2020 im Alter von 92 Jahren.

## Ehrungen und Auszeichnungen
- Großes Bundesverdienstkreuz des Verdienstordens der Bundesrepublik Deutschland
- Komtur mit Stern des Ordens des Heiligen Papstes Silvester (Vatikan)
- Officier dans L’Ordre des Arts et des Lettres
- Bayerischer Verdienstorden (2009)

## Schriften
- Chancen für Deutschland (mit Olaf von Wrangel), Verlag Hoffmann & Campe, Hamburg 1964
- Atomherrschaft – Politik und Völkerrecht im Nuklearzeitalter, Seewald Verlag, Stuttgart 1969 Hg.: Rundfunkpolitik in Deutschland. 2 Bände, Deutscher Taschenbuch Verlag, München 1999
- Zwischen Anspruch und Akzeptanz. Der öffentliche Rundfunk im Wandel. Beiträge aus dreißig Jahren. LIT Verlag 2006. ISBN 3-8258-0027-X
- Die ZEIT-Welt- und Kulturgeschichte in 20 Bänden. 5.Band: Spätantike und Völkerwanderungszeit von Dietrich Schwarzkopf, Bettina Gartner, Manfred Clauss
- Zahlreiche Beiträge zu medienpolitischen Themen in Sammelwerken und Fachzeitschriften